# Hans Burgkmair

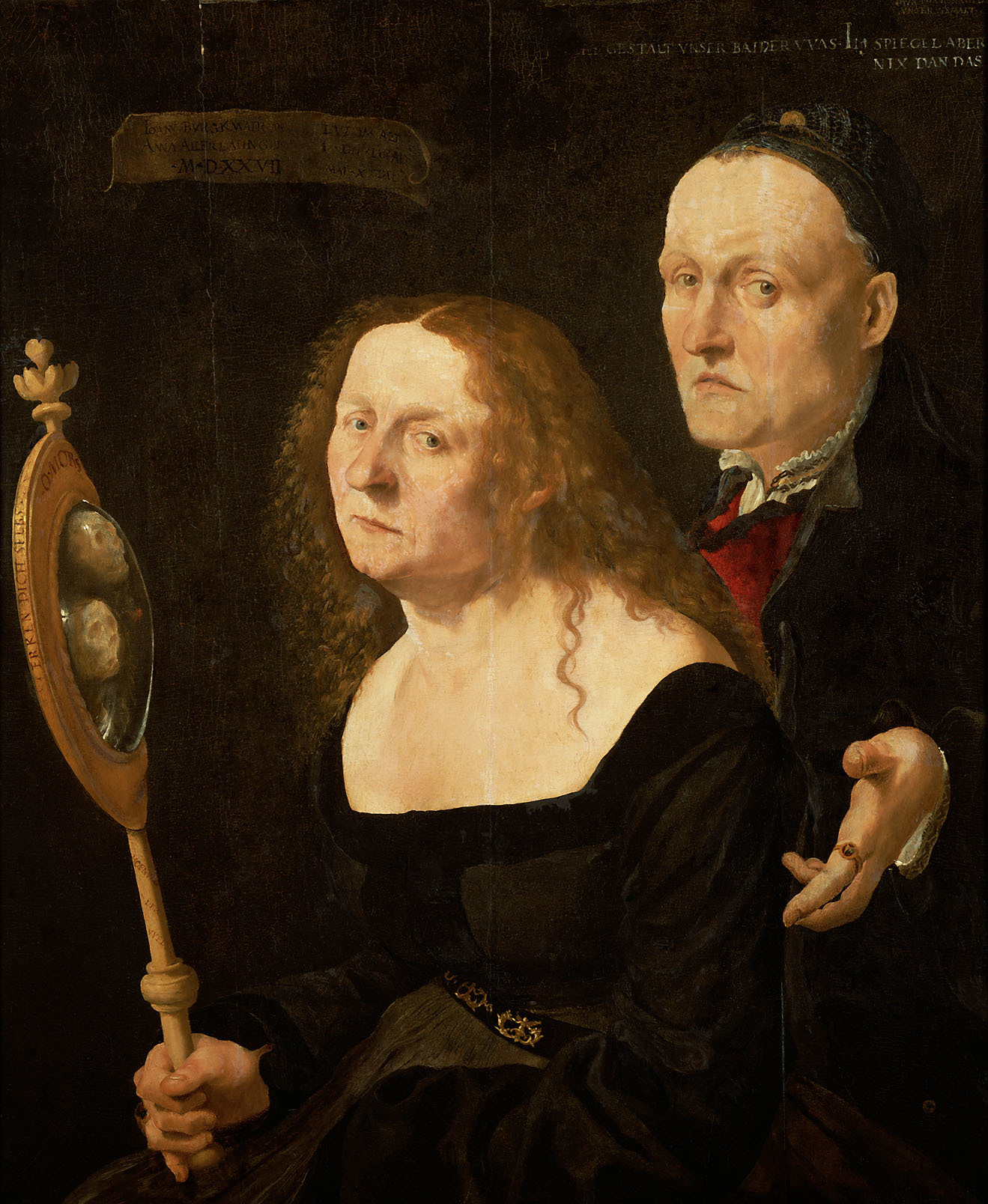
O pintor Hans Burgkmair e sua esposa Anna (pintada por Lukas Furtenagel, 1529)

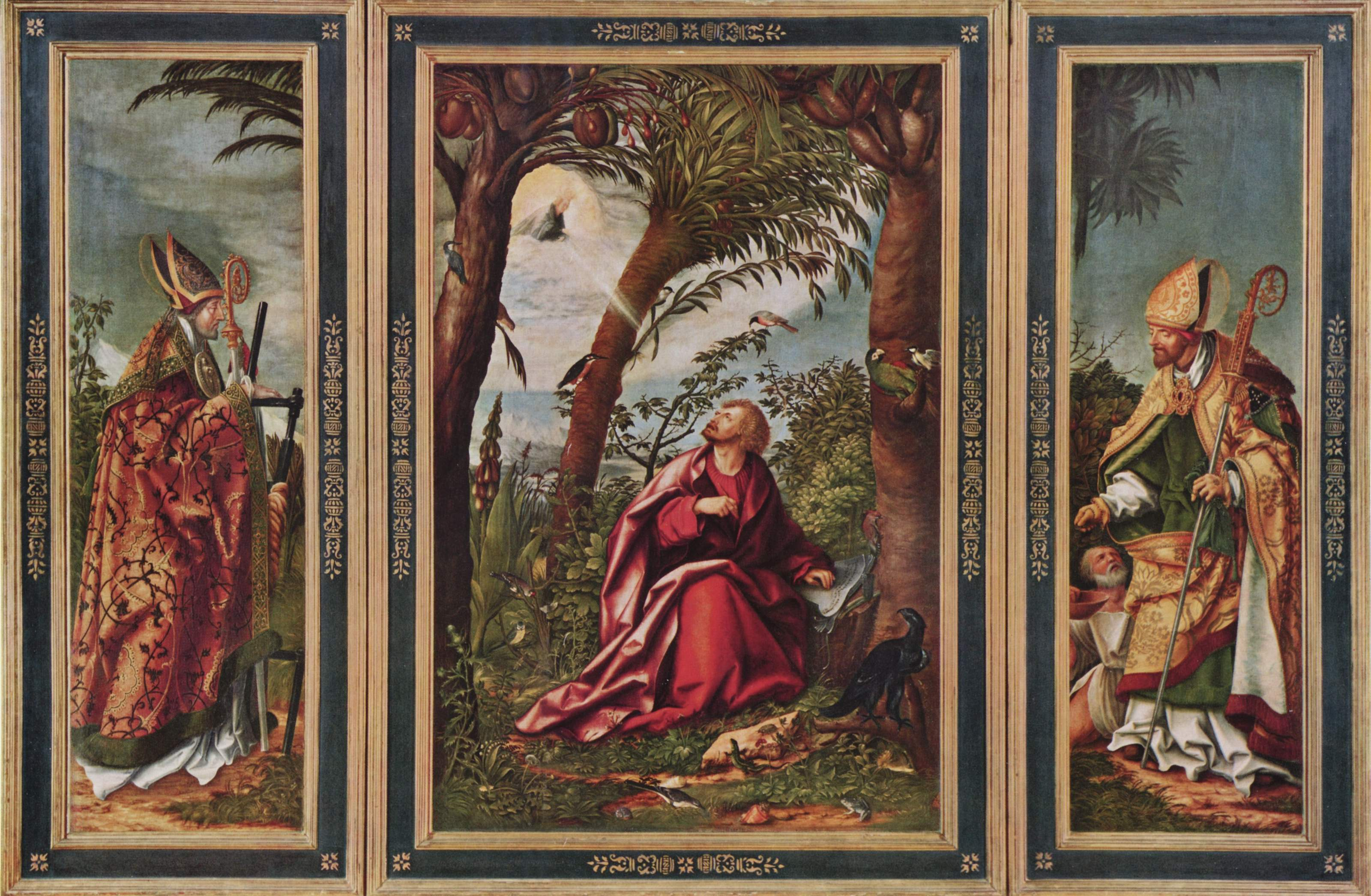
Altar de Burgkmair

Hans Burgkmair, o velho (1473 - 1531) foi um pintor alemão e impressor de xilogravuras.
Burgkmair nasceu em Augsburg, filho do pintor Thomas Burgkmair. A partir de 1488 foi aluno de Martin Schongauer em Colmar. A partir de 1508, passou muito tempo trabalhando em projetos de xilogravura para o Imperador Maximiliano até sua morte em 1519. Trabalhou também com Jost de Negker, que se tornou seu editor. Foi um importante inovador na xilogravura em chiaroscuro. Nunca trabalhou com gravura, apesar de ter estudado com Martin Schongauer. Muitos exemplos de seus trabalhos estão expostos em Munique, Viena e outros lugares. Morreu em 1531. 

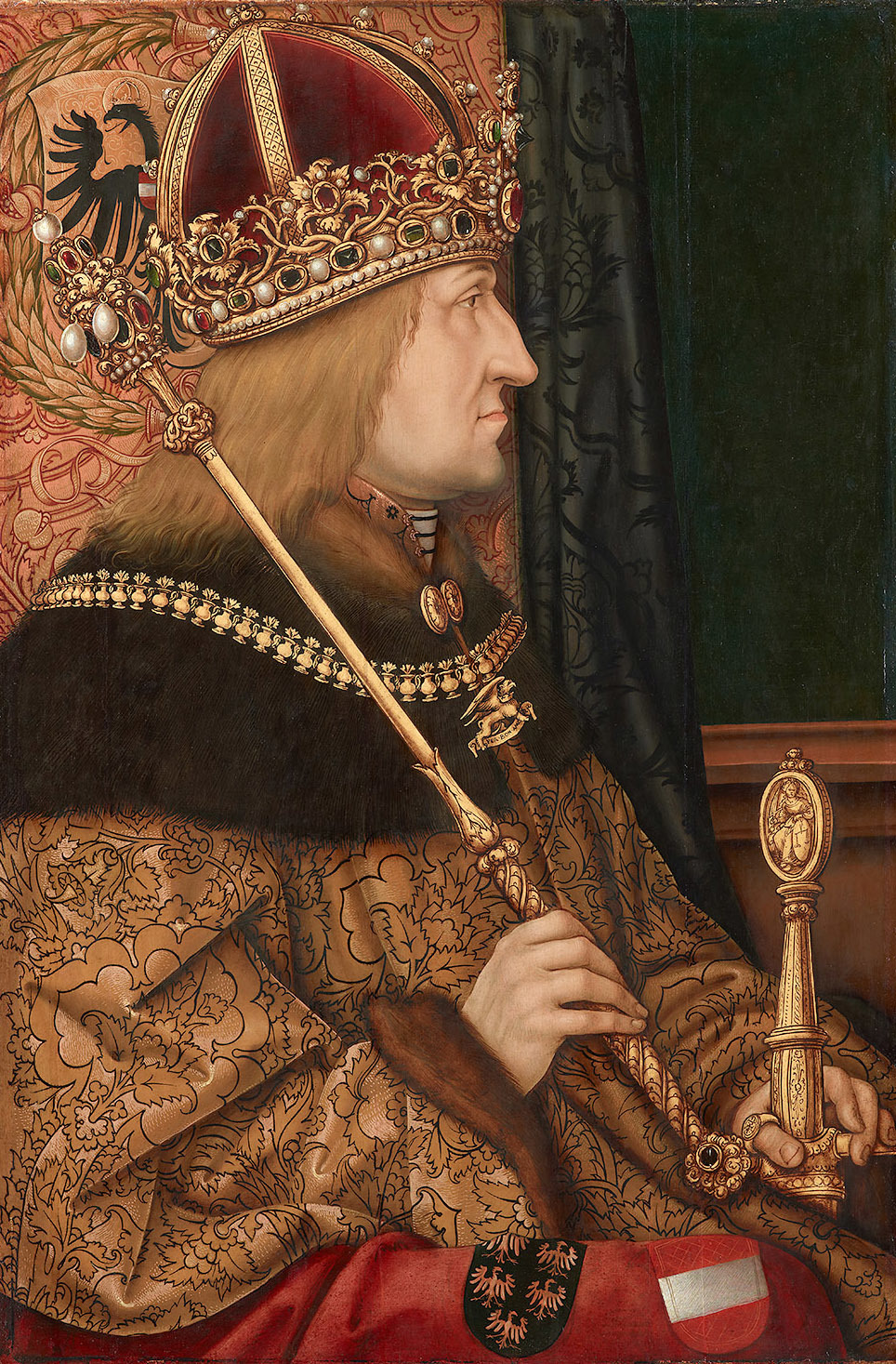
Imperador Frederick III